# مفصل متقابل
مفصل متقابل (بالإنجليزية: Amphiarthrosis)‏ هو أحد أنواع المفاصل المستمرة المتقابلة على الجانبين، القابلة قليلاً للحركة. حيث تكون الحركة محدودة، وتسمح مرونتها بإحداث حركة بسيطة، مثال ذلك حركة فقرات العمود الفقري وهذه المفاصل توجد على نوعين : النوع الأول يسمى مفاصل الارتفاق، وتوجد بين الفقرات كما في المفصل العجزي الحدقفي .النوع الثاني ويسمى مفاصل ليفية، وترتبط فيها المفاصل بواسطة تركيب ليفي على شكل حزم أو على شكل غشاء.كما في المفصل الليفي الموجود بين النهاية السفلى لعظم القصبة.

## أنواع المفاصل المتقابلة
في المفصل المتقابل، تكون الأسطح العظمية المتجاورة إما ارتفاقاً أو غشاءً بين العظام:
1. ارتفاق : متصلة بواسطة أقراص عريضة مسطّحة من الغضروف الليفي، ذات بنية معقدة أو بسيطة، والتي تلتحم بنهايات العظام، كما هو حال التمفصل بين الفقرات ، أو التمفصل السفلي لعظمي الورك (ويعرف أيضا باسم ارتفاق العانة).
2. غشاء بين العظام : يكون على هيئة صفيحة رقيقة من النسيج الضام ، تضم العظام المتجاورة مثل عظم الظنبوب مع عظم الشظية ، أو مثل عظم الزند مع عظم الكعبرة.[4]

## معرض الصور

الخط الأحمر المتقطع عند الذقن يُبين موضع الإرتفاق الذقنى (بالإنجليزية: mandibular symphysis)‏.
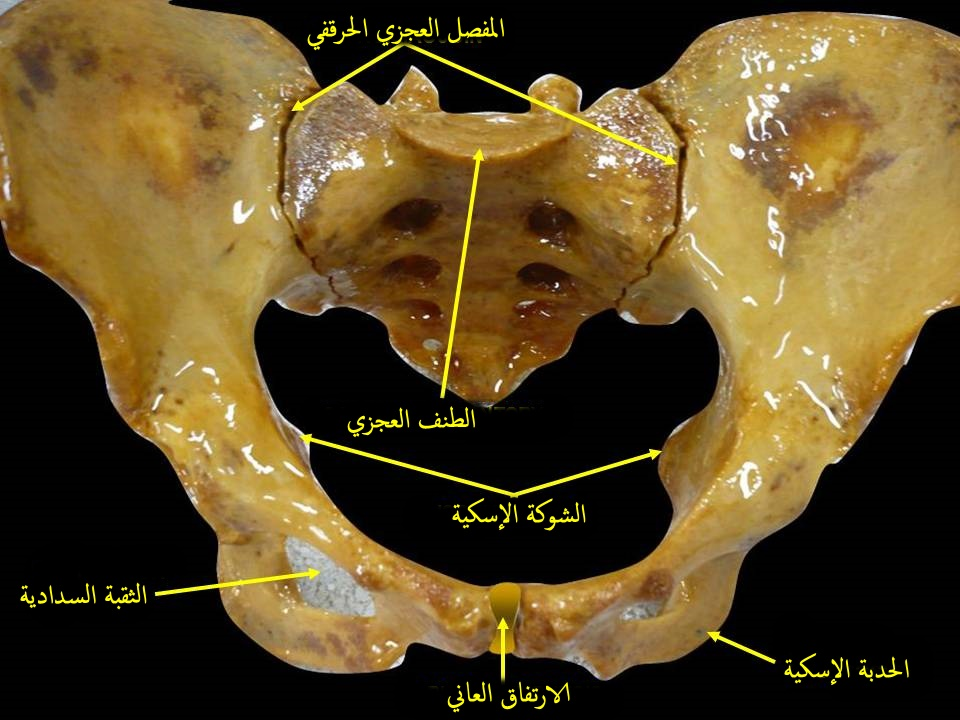
الارتفاق العاني (بالإنجليزية: Pubic symphysis)‏ ، هو مفصل غضروفي يصل بين الشعبتين العلويتين لعظمي العانة الأيمن والأيسر. يتوضع ارتفاق العانة إلى الأمام من المثانة البولية وإلى الأعلى من الأعضاء التناسلية الظاهرة.
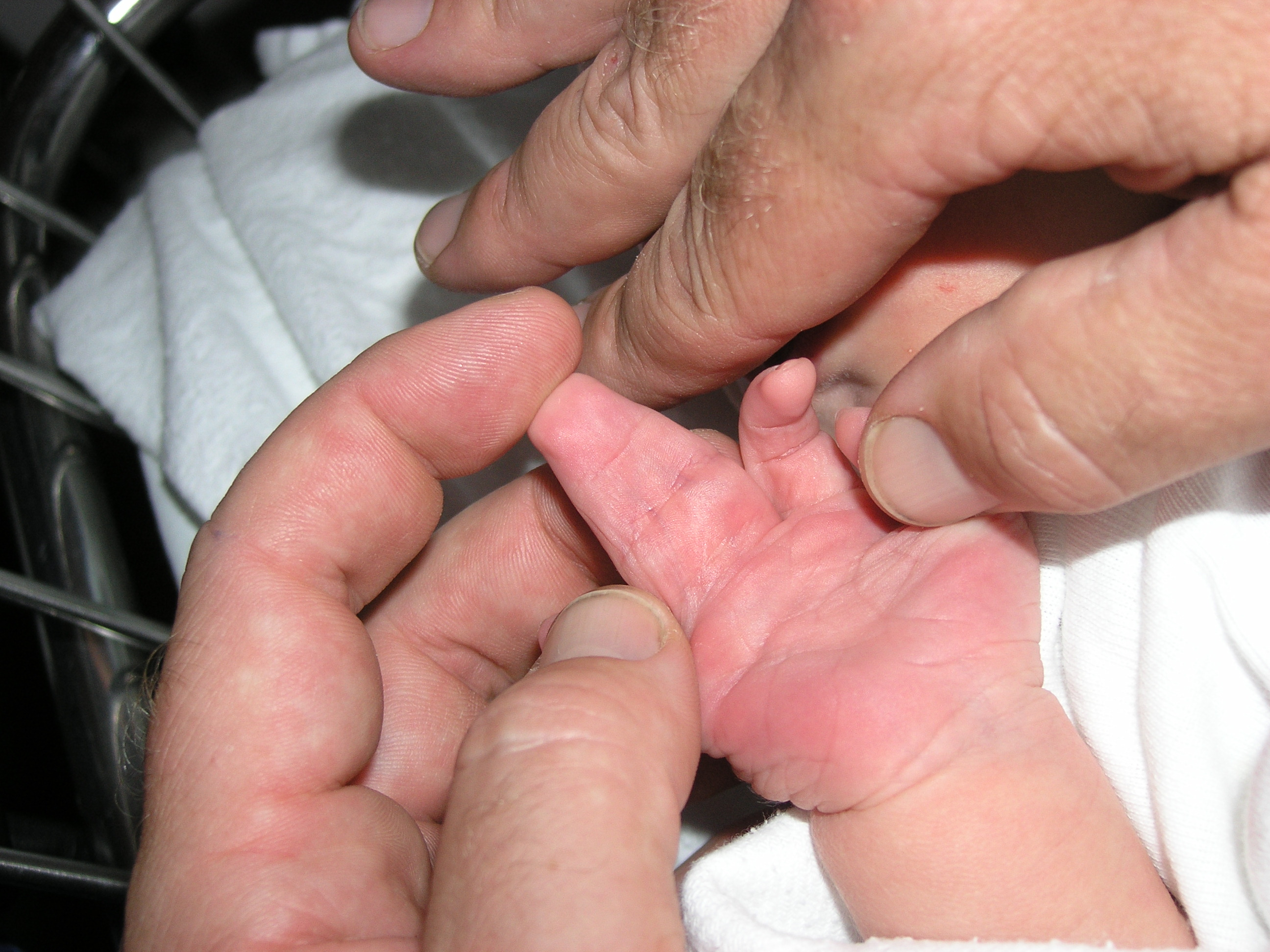
التصاق أو ارتفاق الأصابع (بالإنجليزية: Syndactyly)‏. في الصورة ارتفاق كامل مركب للإصبعين الوسطى والبنصر في طفل حديث الولادة.
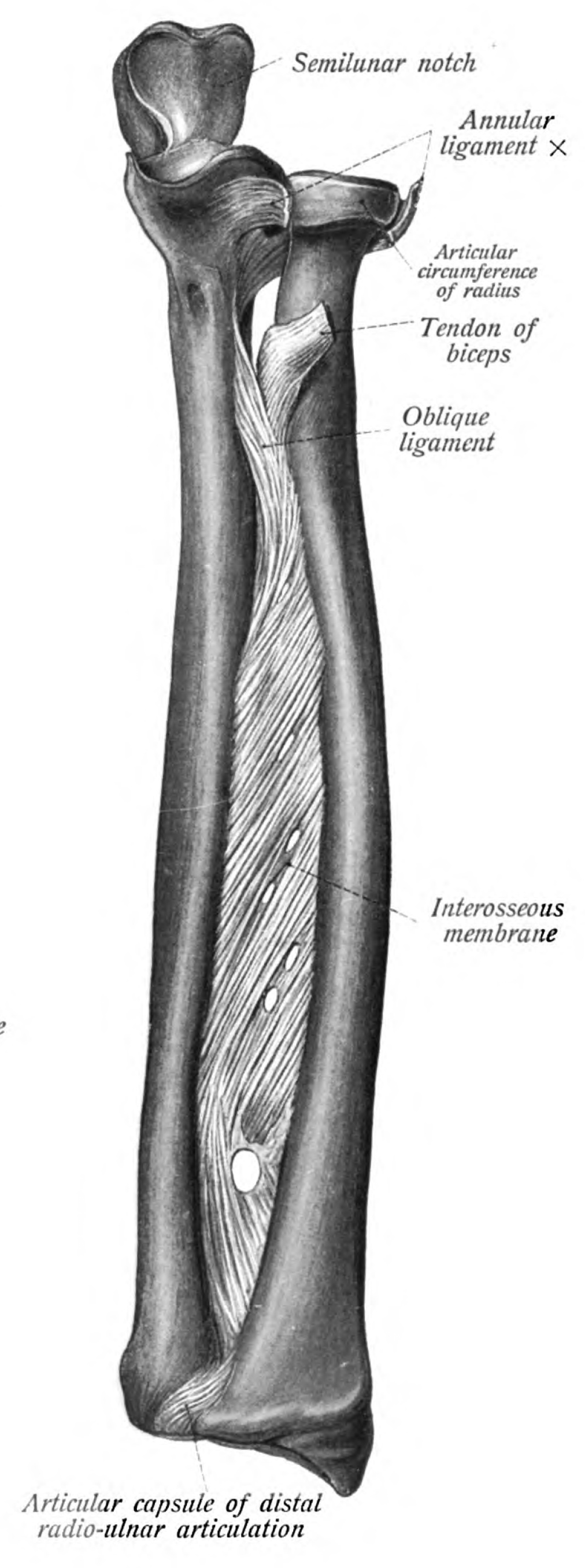
نظرة أمامية لعظمي للزند والكعبرة في الساعد الأيسر. الغشاء بين العظمين ظاهر بينهما.
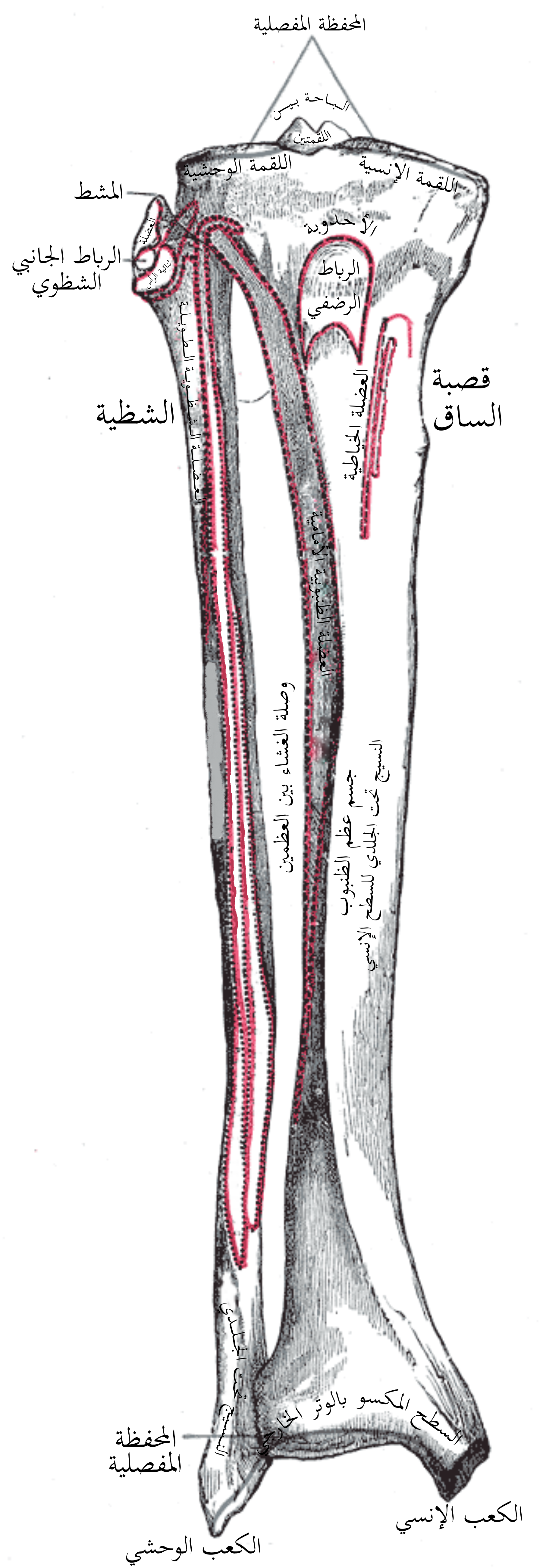
الغشاء بين العظمين ، عظم الظنبوب أو قصبة الساق ، مع عظم الشظية موضّح في الرسم ، و مكتوب في الفراغ بين العظمين بالإنجليزية:Interosseous membrane.

## وصلات خارجية
- "Amphiarthrosis". British Columbia Institute of Technology. مؤرشف من الأصل في 2008-10-08. اطلع عليه بتاريخ June 2009. {{استشهاد ويب}}: تحقق من التاريخ في: |تاريخ الوصول= (مساعدة)